# Штейнгардт (посёлок)
Штейнга́рдт — посёлок в Самойловском районе Саратовской области. Входит в состав Песчанского муниципального образования. Основан в 1929 году.

## География
Посёлок находится на правом берегу реки Терса, на расстоянии примерно 16 км (по прямой) к северу от посёлка городского типа Самойловка, административного центра района.

## Население
| 2010 |
| ---- |
| 36   |

### Национальный состав
Согласно результатам переписи 2002 года, в национальной структуре населения русские составляли 85 % из 62 чел.